# Lebeckia linearifolia
Lebeckia linearifolia är en ärtväxtart som beskrevs av Ernst Meyer. Lebeckia linearifolia ingår i släktet Lebeckia och familjen ärtväxter. Inga underarter finns listade i Catalogue of Life.